# Visa payWave

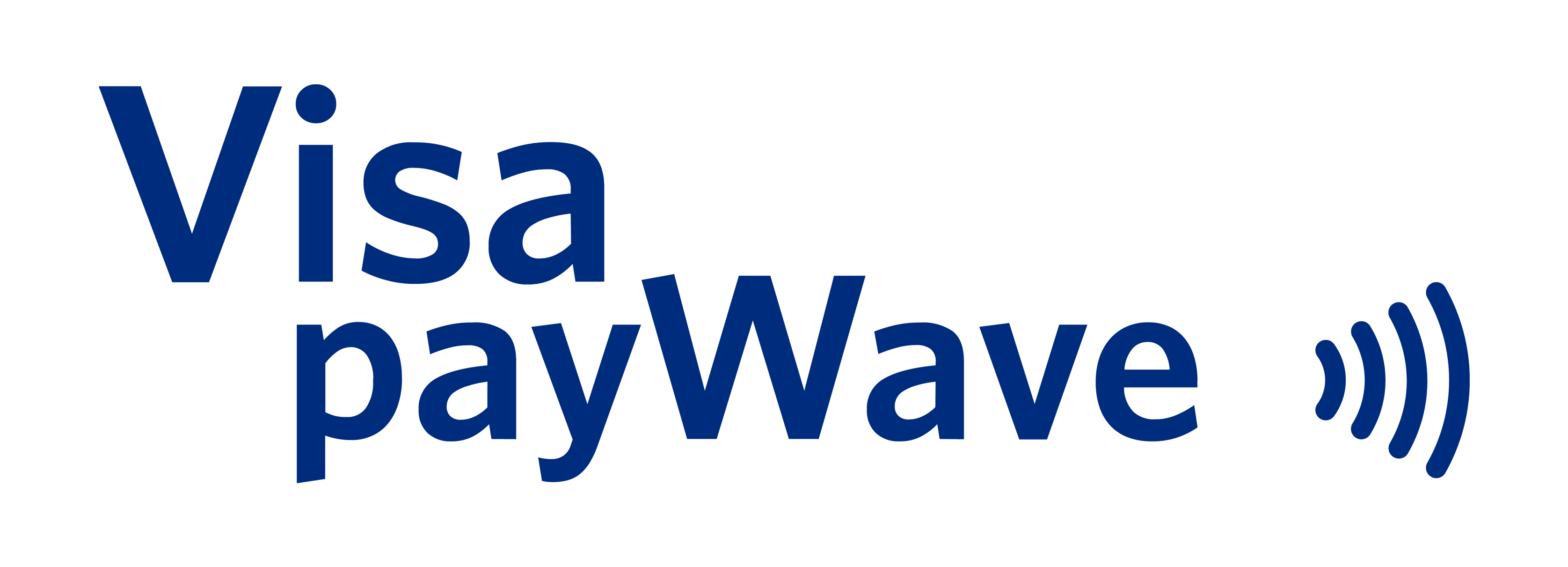
Логотип Visa payWave

Visa payWave — технология бесконтактных платежей, предоставляющая бесконтактный способ проведения оплаты путём поднесения банковской карты к платёжному терминалу вместо проведения ею для считывания или вставки её в терминал. Технология основана на стандарте ISO/IEC 14443 и технологии компании VISA, а также совместима с международным стандартом EMV.
Аналогом карт с Visa payWave являются Mastercard Contactless и American Express — ExpressPay: они используют одну технологию RFID, и её реализация в них совместима, поэтому оплата такими картами возможна на одних и тех же терминалах, поддерживающих бесконтактную оплату, в случае если эквайер сертифицировал приём бесконтактных платежей в каждой из платёжных систем.

## Возможности и распространение

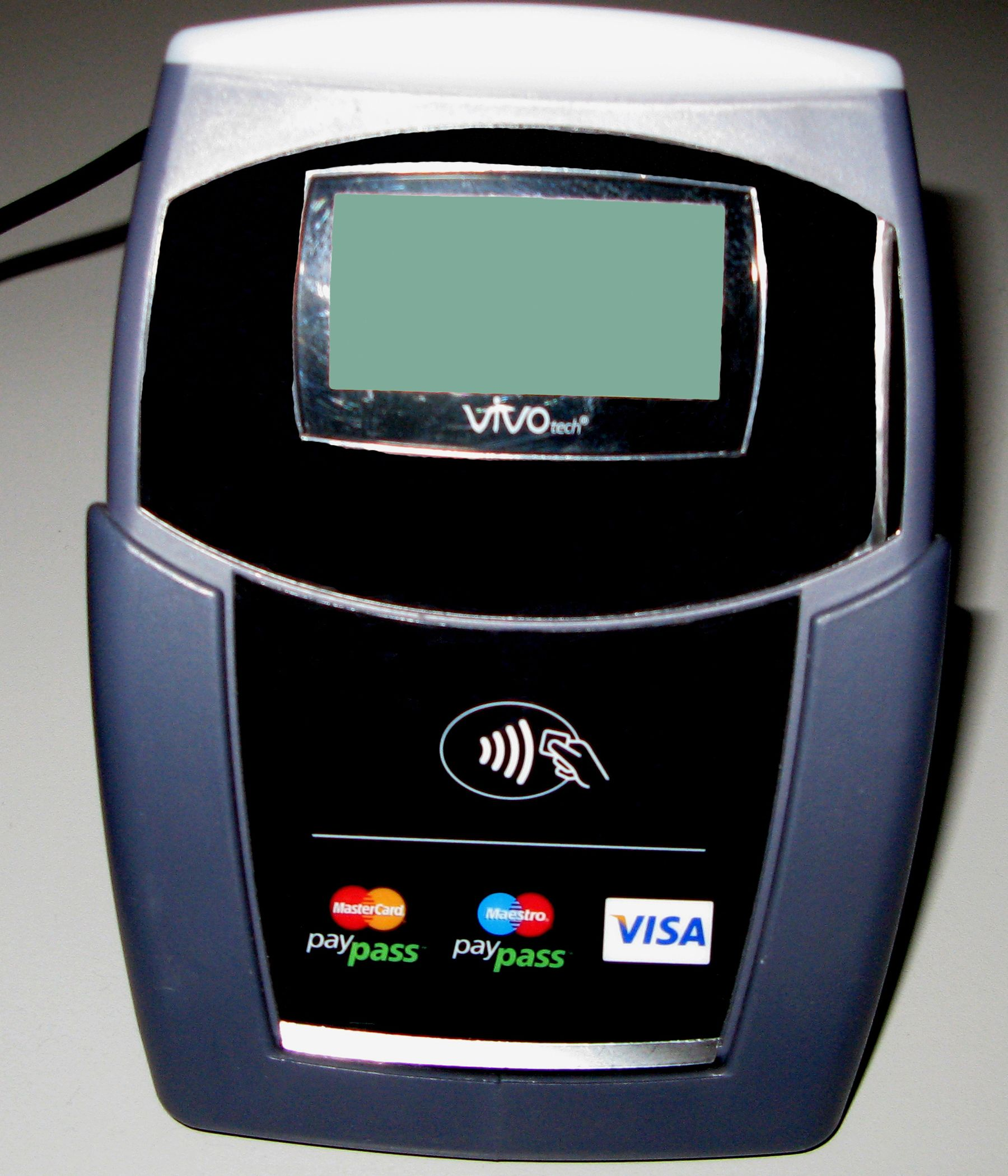
POS-терминал для бесконтактных карт VISA

Карты с данной технологией позволяют оплачивать покупки без подтверждения PIN-кодом или подписью на суммы не выше разрешённой банком-эмитентом величины или более крупные суммы с подтверждением оплаты обычным способом. В России — 3000 рублями (c 13 апреля 2019, в терминалах, а также по некоторым картам крупнейшего банка России Сбербанка 2999.99 рублей с 2023 года), в Казахстане — 25 000 тенге, в Беларуси — 120 белорусских рублей, в Польше — 50 злотых, на Украине — 500 гривен, в Узбекистане — 25 долларов США и т. д. Для каждой страны мира Visa предоставляет рекомендуемый размер разовой неверифицируемой операции. Эта величина называется VLP Single Transaction Limit и определяется EMV-тегом 9F78, хранящимся в памяти чипа.
Технология бесконтактных платежей Visa payWave была внедрена платёжной системой в 2004 году, а первые такие карты появились в Европе в 2005 году. В Северной Америке карты стали появляться в 2007 году.
Крупнейшие банки Австралии, такие как National Australia Bank, не предоставляют своим клиентам возможность выбора для отказа от карт Visa с включённой функциональностью payWave. Это же справедливо и для бесконтактных карт платёжной системы MasterCard. Тем клиентам, которые недовольны наличием payWave для проведения транзакции без подтверждения PIN-кодом или подписью на чеке, было рекомендовано воздержаться от привязки карт Visa к своему банковскому счёту.